# 中日韓統一表意文字擴展區B
中日韓統一表意文字擴展區B（英語：CJK Unified Ideographs Extension B）是一個Unicode區段，在Unicode版本3.1被引入。

## 來源
擴展B區包含有42,711個新的漢字，位置在 U+20000–U+2A6DD。根據IRG N777號文件（页面存档备份，存于），這四萬多個漢字分別從以下字典或字集中取得：
- 《康熙字典》中出現的18,486個未收錄漢字（包括一個在補遺篇出現的漢字）；
- 《汉语大字典》中出現的28,914個未收錄漢字；
- 《辭源》中出現的66個未收錄漢字；
- 《辭海》中出現的247個未收錄漢字；
- 《汉语大词典》中出現的553個未收錄漢字；
- 《中国大百科全书》中出現的86個未收錄漢字；
- 北大方正排版系统中出現的65個未收錄漢字；
- 《四庫全書》中出現的522個未收錄漢字；
- 香港增補字符集中出現的1,081個未收錄漢字；
- 日本工業標準的JIS X 0213第3水準及第4水準的302個未收錄漢字；
- 南韓 PKS 5700-3:1998 中出現的166個未收錄漢字；
- 北韓 KPS 9566-97 和 KPS 10721-2000 國家標準所收錄的5,642個漢字；
- 台灣 CNS 11643 的第4至7和15平面所收錄的30,177個漢字；
- 越南 TCVN、VHN 01:1998 和 VHN 02:1998 所收錄的4,232個喃字；

這些漢字中重複的漢字有不少，所以經過整理之後，實際總數只有42,711個漢字。
另外，在 U+2F800–U+2FA1D 的位置，放了542個來自台灣的兼容漢字。

## 重複收錄
因擴展B區在整理上有缺陷，收錄了以下9個本來應該與其他漢字統一的字：
- U+20457 𠑗 = U+34A8 㒨
- U+2420E 𤈎 = U+3DB7 㶷
- U+27144 𧅄 = U+8641 虁
- U+27EAF 𧺯 = U+FA23 﨣
- U+23515 𣔕 = U+204F2 𠓲
- U+249E9 𤧩 = U+249BC 𤦼
- U+2A415 𪐕 = U+24BD2 𤯒
- U+26866 𦡦 = U+26842 𦡂
- U+21018 𡀘 = U+2103C 𡀼

川幡太一在表意文字小組的N1155文件中，列出了152對可考慮統一的漢字。

## 字符列表
以下列表列出了在中日韩统一表意文字扩展区B中的所有文字：
- 中日韩统一表意文字扩展区B列表

為避免頁面過大，下列提供分段的中日韩统一表意文字扩展区B列表：
- 中日韩统一表意文字扩展区B列表 (20000–215FF)
- 中日韩统一表意文字扩展区B列表 (21600–230FF)
- 中日韩统一表意文字扩展区B列表 (23100–245FF)
- 中日韩统一表意文字扩展区B列表 (24600–260FF)
- 中日韩统一表意文字扩展区B列表 (26100–275FF)
- 中日韩统一表意文字扩展区B列表 (27600–290FF)
- 中日韩统一表意文字扩展区B列表 (29100–2A6DF)

### 引用
1. ↑  . The Unicode Standard.   [2016-07-09]. （原始内容存档于2017-09-25）.
2. ↑  . The Unicode Standard.   [2016-07-09]. （原始内容存档于2016-06-29）.
3. ↑   (PDF).   [2011-02-01]. （原始内容存档 (PDF)于2007-06-12）.
4. ↑  Cook, Richard.  (PDF). ISO/IEC JTC1/SC2/WG2. 6 October 2003  [2012-03-28]. （原始内容存档 (PDF)于2007-06-12）.
5. ↑  Ideographic Research Group. . appsrv.cse.cuhk.edu.hk.   [2025-06-23].

### 來源
- unicode定義的PDF文件（英语）